# Friskney
Friskney is een civil parish in het bestuurlijke gebied East Lindsey, in het Engelse graafschap Lincolnshire met 1563 inwoners.